# Вилья-дель-Кармен
Вилья-дель-Кармен (исп. Villa del Carmen) — город в центральной части Уругвая, в департаменте Дурасно. Административный центр одноимённого муниципалитета.

## География
Расположен примерно в 55 км к востоку от административного центра департамента, города Дурасно. Абсолютная высота — 148 метров над уровнем моря.

## История
Вилья-дель-Кармен была основана 10 июня 1874 года. Получила статус малого города (Villa) 19 апреля 1975 года.

## Население
По данным на 2011 год население составляет 2692 человека.
| Год  | Население |
| ---- | --------- |
| 1908 | 3598      |
| 1963 | 2356      |
| 1975 | 2410      |
| 1985 | 2208      |
| 1996 | 2284      |
| 2004 | 2661      |
| 2011 | 2692      |

Источник: Instituto Nacional de Estadística de Uruguay